# Minareto della Conferenza Islamica

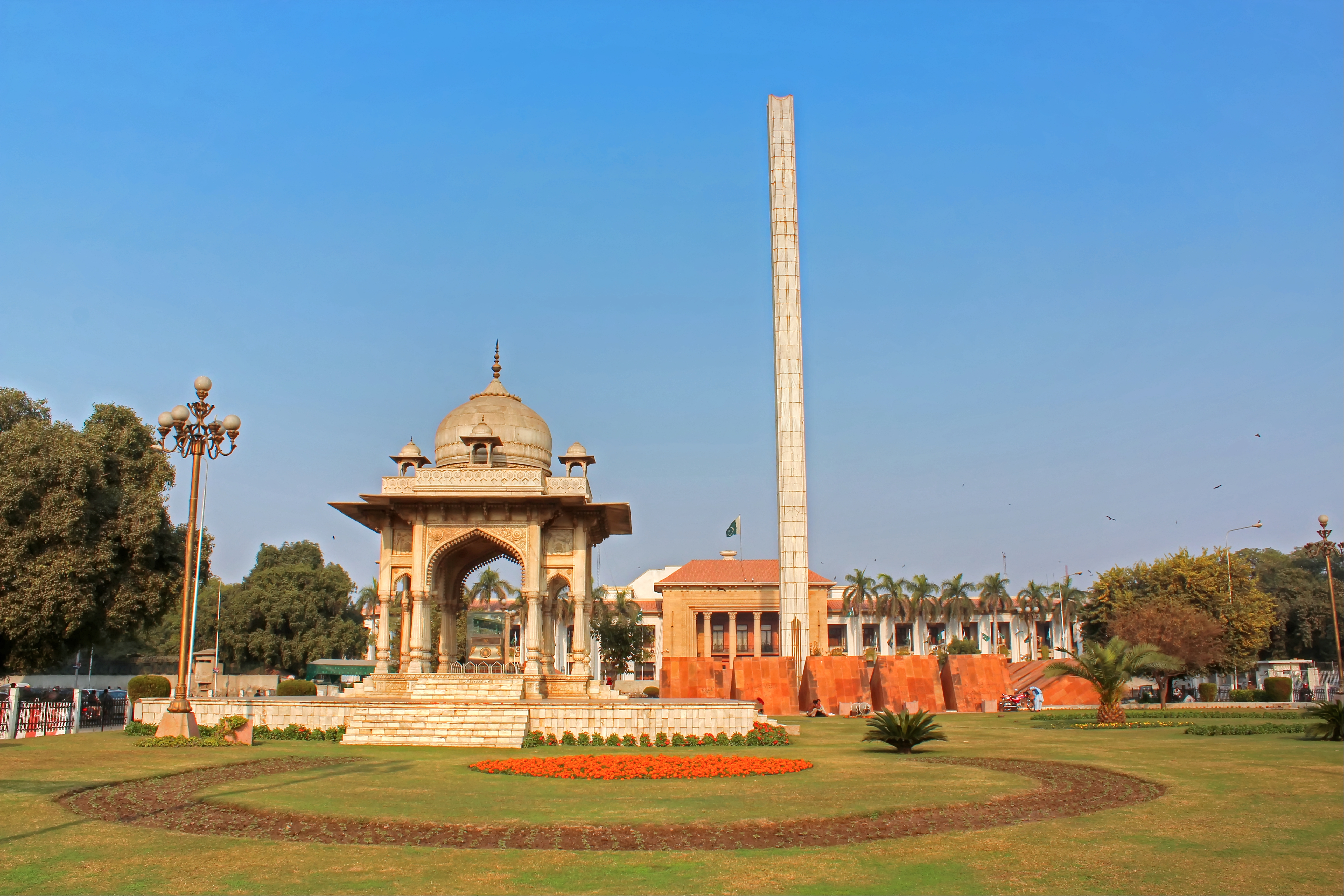
Il Minareto della Conferenza Islamica a Charing Cross

Il Minareto della Conferenza Islamica è una struttura a forma di obelisco costruita vicino al padiglione di Charing Cross, lungo Mall Road, a Lahore, nella provincia pakistana del Punjab. È stato costruito per commemorare il secondo incontro dell'Organizzazione della Conferenza Islamica tenutasi a Lahore nel 1974. La sua prima pietra fu posta il 22 febbraio 1974, per il primo anniversario della conferenza. È alto 47 metri.

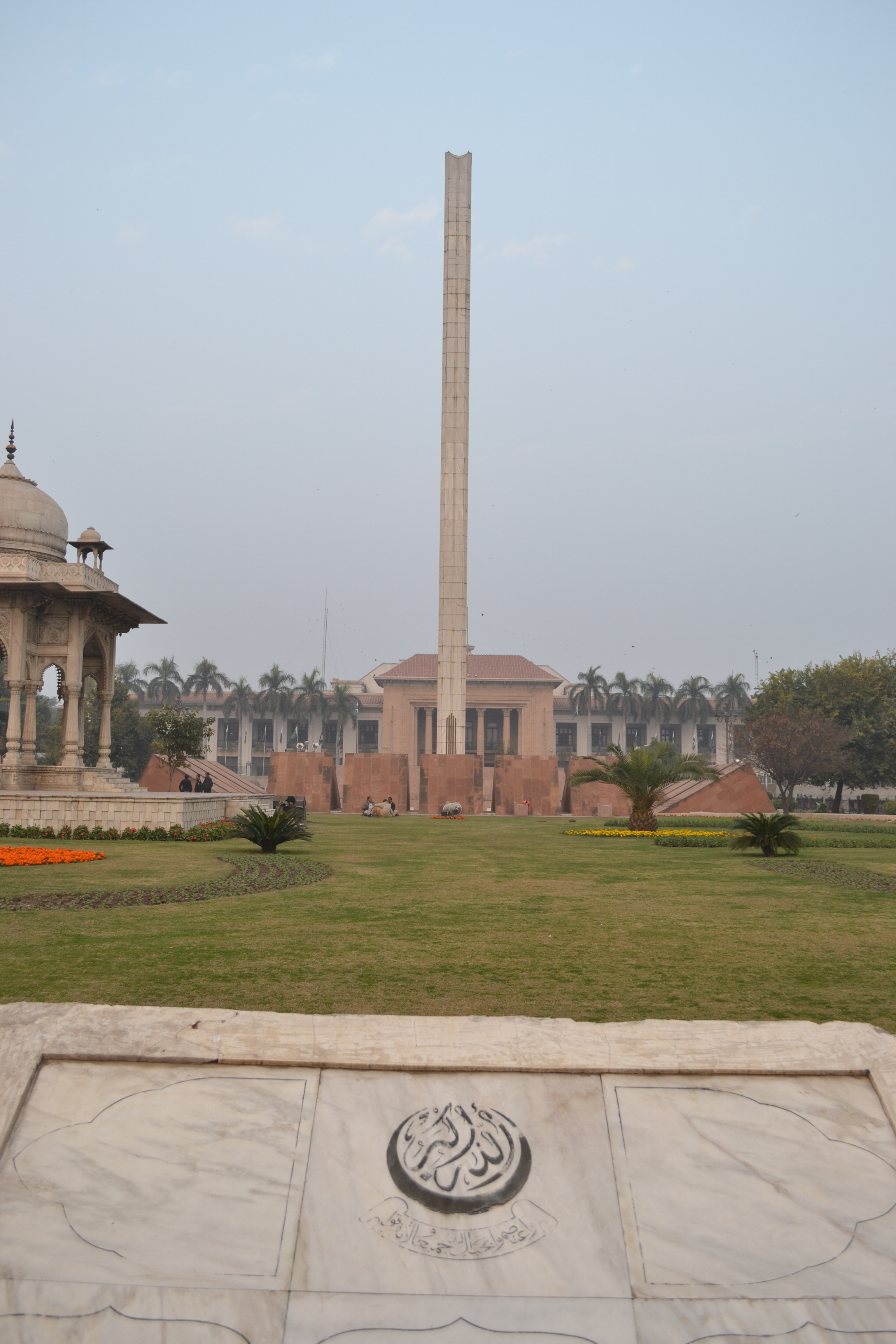
Sullo sfondo del minareto, l'edificio che ospita il Parlamento del Punjab

## Struttura
Il minareto fu costruito dalla National Construction Company Pakistan Ltd su progetto di un architetto turco, Vedat Dalokay, che ha anche progettato la Moschea Faisal ad Islamabad. Il monumento, composto da un obelisco e dalla vasca d'acqua in cui si specchia, è un elemento di completamento della piazza; si colloca di fronte alla Wapda House e al parlamento regionale del Punjab. Al di sotto si trova un museo di antichità provenienti da vari paesi musulmani, salre riunioni, e un piccolo auditorium.